# Jean Dercourt
Jean Dercourt (n. 11 martie 1935, Boulogne-Billancourt, Franța – d. 22 martie 2019, Paris, Métropole du Grand Paris, Franța) a fost un geolog francez, membru de onoare al Academiei Române (din 1992).